# Sizhai (sockenhuvudort i Kina, Qinghai Sheng, lat 36,74, long 101,03)
Sizhai (kinesiska: 寺寨, 寺寨乡) är en sockenhuvudort i Kina. Den ligger i provinsen Qinghai, i den nordvästra delen av landet, omkring 67 kilometer väster om provinshuvudstaden Xining. Antalet invånare är 6 358. Befolkningen består av 2 976 kvinnor och 3 382 män. Barn under 15 år utgör 17,0 %, vuxna 15-64 år 75 %, och äldre över 65 år 7,0 %.
Runt Sizhai är det ganska tätbefolkat, med 75 invånare per kvadratkilometer. Närmaste större samhälle är Sanjiaocheng, 16,6 km norr om Sizhai. Trakten runt Sizhai består i huvudsak av gräsmarker.
Genomsnittlig årsnederbörd är 470 millimeter. Den regnigaste månaden är juli, med i genomsnitt 130 mm nederbörd, och den torraste är januari, med 2 mm nederbörd.